# Angola nos Jogos Olímpicos
Angola estreou-se nos Jogos Olímpicos na edição de 1980, em Moscovo, na União Soviética. Depois de boicotar os Jogos de Los Angeles, em 1984, o país participou em todas as edições realizadas, sem nunca conquistar uma medalha. 124 atletas já representaram o país em sete desportos. Os desportistas com mais participações são o atleta João N'Tyamba e a nadadora Nádia Cruz.  O país nunca esteve em qualquer edição dos Jogos Olímpicos de Inverno.

## Jogos Olímpicos de Verão

### Quadro de medalhas
| Jogos                 | Número de atletas | Ouro           | Prata          | Bronze         | Total          | Classificação geral |                |
| 1896 Atenas           | não participou    | não participou | não participou | não participou | não participou | não participou      | não participou |
| 1900 Paris            | não participou    | não participou | não participou | não participou | não participou | não participou      | não participou |
| 1904 St. Louis        | não participou    | não participou | não participou | não participou | não participou | não participou      | não participou |
| 1908 Londres          | não participou    | não participou | não participou | não participou | não participou | não participou      | não participou |
| 1912 Estocolmo        | não participou    | não participou | não participou | não participou | não participou | não participou      | não participou |
| 1920 Antuérpia        | não participou    | não participou | não participou | não participou | não participou | não participou      | não participou |
| 1924 Paris            | não participou    | não participou | não participou | não participou | não participou | não participou      | não participou |
| 1928 Amesterdão       | não participou    | não participou | não participou | não participou | não participou | não participou      | não participou |
| 1932 Los Angeles      | não participou    | não participou | não participou | não participou | não participou | não participou      | não participou |
| 1936 Berlim           | não participou    | não participou | não participou | não participou | não participou | não participou      | não participou |
| 1948 Londres          | não participou    | não participou | não participou | não participou | não participou | não participou      | não participou |
| 1952 Helsínquia       | não participou    | não participou | não participou | não participou | não participou | não participou      | não participou |
| 1956 Melbourne        | não participou    | não participou | não participou | não participou | não participou | não participou      | não participou |
| 1960 Roma             | não participou    | não participou | não participou | não participou | não participou | não participou      | não participou |
| 1964 Tóquio           | não participou    | não participou | não participou | não participou | não participou | não participou      | não participou |
| 1968 Cidade do México | não participou    | não participou | não participou | não participou | não participou | não participou      | não participou |
| 1972 Munique          | não participou    | não participou | não participou | não participou | não participou | não participou      | não participou |
| 1976 Montreal         | não participou    | não participou | não participou | não participou | não participou | não participou      | não participou |
| 1980 Moscovo          | 11                | 0              | 0              | 0              | 0              | –                   |                |
| 1984 Los Angeles      | não participou    | não participou | não participou | não participou | não participou | não participou      | não participou |
| 1988 Seul             | 24                | 0              | 0              | 0              | 0              | –                   |                |
| 1992 Barcelona        | 28                | 0              | 0              | 0              | 0              | –                   |                |
| 1996 Atlanta          | 28                | 0              | 0              | 0              | 0              | –                   |                |
| 2000 Sydney           | 30                | 0              | 0              | 0              | 0              | –                   |                |
| 2004 Atenas           | 30                | 0              | 0              | 0              | 0              | –                   |                |
| 2008 Pequim           | 32                | 0              | 0              | 0              | 0              | –                   |                |
| 2012 Londres          | 33                | 0              | 0              | 0              | 0              | –                   |                |
| 2016 Rio de Janeiro   | 25                | 0              | 0              | 0              | 0              | –                   |                |
| 2020 Tóquio           | 20                | 0              | 0              | 0              | 0              | –                   |                |
| 2024 Paris            | 25                | 0              | 0              | 0              | 0              | –                   |                |
| Total                 | 261               | 0              | 0              | 0              | 0              |                     |                |

### Sumário de participação
| Edição              | Atletas | Atletas por modalidade | Atletas por modalidade | Atletas por modalidade | Atletas por modalidade | Atletas por modalidade | Atletas por modalidade | Atletas por modalidade | Atletas por modalidade | Atletas por modalidade | Atletas por modalidade |                   |
| Edição              | Atletas | Atletismo              | Basquetebol            | Boxe                   | Canoagem               | Handebol               | Judô                   | Natação                | Tiro                   | Vela                   | Voleibol de praia      | Voleibol de praia |
| ------------------- | ------- | ---------------------- | ---------------------- | ---------------------- | ---------------------- | ---------------------- | ---------------------- | ---------------------- | ---------------------- | ---------------------- | ---------------------- | ----------------- |
| Moscovo 1980        | 11      | 3                      | -                      | 3                      | -                      | -                      | -                      | 5                      | -                      | -                      | -                      |                   |
| Seul 1988           | 24      | 6                      | -                      | 3                      | -                      | -                      | 7                      | 8                      | -                      | -                      | -                      |                   |
| Barcelona 1992      | 28      | 5                      | 12                     | 1                      | -                      | -                      | 4                      | 3                      | -                      | 3                      | -                      |                   |
| Atlanta 1996        | 28      | 2                      | 12                     | -                      | -                      | 12                     | -                      | 1                      | 1                      | -                      | -                      |                   |
| Sydney 2000         | 30      | 2                      | 12                     | -                      | -                      | 13                     | -                      | 2                      | 1                      | -                      | -                      |                   |
| Atenas 2004         | 30      | 1                      | 12                     | -                      | -                      | 15                     | 1                      | 1                      | -                      | -                      | -                      |                   |
| Pequim 2008         | 32      | 1                      | 12                     | -                      | 1                      | 14                     | -                      | 2                      | -                      | -                      | 2                      |                   |
| Londres 2012        | 34      | 2                      | 12                     | 1                      | 2                      | 14                     | 1                      | 2                      | -                      | -                      | -                      | 1                 |
| Rio de Janeiro 2016 | 24      | -                      | -                      | -                      | 2                      | 15                     | 1                      | 2                      | 1                      | 3                      | -                      | 1                 |
| Tóquio 2020         | 20      | 1                      | -                      | -                      | -                      | 14                     | 1                      | 2                      | -                      | 2                      | -                      | -                 |
| Paris 2024          | 25      | 2                      | -                      | -                      | 2                      | 15                     | 1                      | 1                      | -                      | 3                      |                        | 1                 |